# Rodolfo Domínguez
Rodolfo Domínguez (n. 3 de octubre de 1996, Chiapas, México) es un joven actor mexicano de origen Tzotzil, conocido por su participación en la película La jaula de oro. Ganador del premio Ariel 2014 como mejor coactor.

## Biografía
Originario de la comunidad de Cruztón, municipio de Chalchihuitán, uno de los más pobres de Chiapas, Rodolfo Domínguez toca la guitarra desde niño y ha participado en grupos de música tradicional de su pueblo. Proviene de una familia dedicada al campo y la agricultura, migrantes su mayoría hacia Estados Unidos.

## Trayectoria
En el 2012 Rodolfo Domínguez se dedicaba al campo cuando decide audicionar para el casting de la película La jaula de oro del Director Diego Quemada-Díez. Entre  más de 6 mil adolescentes es elegido para interpretar el papel de Chauk. Así, aprendió a hablar español y el 11 de marzo partió de su pueblo natal para iniciar la filmación en la fronterea entre México y Guatemala. En el año 2014, después de haber ganado el premio Ariel como mejor coprotagonista, se le entrega un recomiento por parte del Presidente Enrique Peña Nieto. 